# Pierre Titti
 (janvier 2023).
Pierre Titti (né le 18 novembre 1959 à Douala) est un homme politique camerounais. Ancien Ministre et Directeur Général camerounais, il est Diplômé de l’École Nationale d’Administration et de Magistrature (ENAM) en 1985 section Économie et Finances.
D'abord chef de service entre 1986 et 1993, il occupe successivement les postes de Sous-directeur de l'exécution du Budget de l'État puis Sous-directeur de la préparation du budget de l'État. En 1996, il est nommé Directeur puis Directeur Général du Budget du Cameroun. Poste qu'il gère d'une main de maître pendant 12 ans, de 1996 à 2008. En 2007 il devient Ministre Délégué auprès du Ministre des Finances de septembre 2007 à octobre 2015.

## Biographie
Pierre Titti a acquis une grande expérience dans les domaines économiques et financiers au sein de l’ex-Direction du Budget. Sa carrière dans l'administration des Finances au Cameroun a été relativement dense de 1987 à 2007. Sa première grande responsabilité est celle de Chef de Servicedes Engagements Juridiques,. Par la suite, il devient Chef de Service des Engagements Comptables. Quelques années plus tard, il est promu Sous-Directeur de l’Exécution du Budget par Intérim. Ensuite, il sera nommé Sous-Directeur de la Préparation du Budget. La reconnaissance de son travail lui vaudra le titre de Directeur du Budget, puis de Directeur Général du Budget en septembre 2007.
Pendant 8 ans (de 2007 à 2015) il occupe le poste de Ministre délégué auprès du Ministre des Finances.
De 1993 à 2007 il est membre permanent du groupe des experts chargés de mener les discussions avec les Institutions de Bretton Woods.
Il occupe également pendant 17 ans (de 1998 à 2015) le poste de Président du comité de gestion du Fonds Routier du Cameroun qui est le principal organisme de financement et de paiement des prestations d’entretien routier du pays.
Pierre Titti se distinguera dans l'histoire économique et financière du Cameroun en œuvrant pour l’atteinte du point d'achèvement de l'initiative Pays Pauvres Très Endettés (PPTE),,. Ce qui lui vaudra une décoration à titre exceptionnel par le Chef de l’État, au grade de Commandeur de l’Ordre National de la Valeur en 2006.